# Metaphycus kincaidi
Metaphycus kincaidi is een vliesvleugelig insect uit de familie Encyrtidae. De wetenschappelijke naam is voor het eerst geldig gepubliceerd in 1929 door Timberlake.